# Hyporhagus steinheili
Hyporhagus steinheili es una especie de coleóptero de la familia Monommatidae.

## Distribución geográfica
Habita en Colombia.